# Liste der Kulturdenkmale in Bad Segeberg
In der Liste der Kulturdenkmale in Bad Segeberg sind alle Kulturdenkmale der schleswig-holsteinischen Stadt Bad Segeberg (Kreis Segeberg) aufgelistet (Stand: 28. Februar 2022).

## Legende
In den Spalten befinden sich folgende Informationen:
- Objekt-ID: die Nummer des Kulturdenkmales
- Lage: die Adresse des Kulturdenkmales und die geographischen Koordinaten. Kartenansicht, um Koordinaten zu setzen. In der Kartenansicht sind Kulturdenkmale ohne Koordinaten mit einem roten Marker dargestellt und können in der Karte gesetzt werden. Kulturdenkmale ohne Bild sind mit einem blauen Marker gekennzeichnet, Kulturdenkmale mit Bild mit einem grünen Marker.
- Offizielle Bezeichnung: Bezeichnung des Kulturdenkmales
- Beschreibung: die Beschreibung des Kulturdenkmales
- Bild: ein Bild des Kulturdenkmales

## Sachgesamtheiten
| Objekt-ID      | Lage                                                                    | Offizielle Bezeichnung  | Beschreibung | Bild |
| -------------- | ----------------------------------------------------------------------- | ----------------------- | --- | ---- |
| 42459          | Hamburger Straße 25 (53° 56′ 14″ N, 10° 18′ 14″ O)                      | Haus Segeberg           | Haus Segeberg; um 1750-1826; am Rand der Unterstadt gelegenes Ensemble aus Haus Segeberg, 1774, Remise, 1826, und Landratspark, um 1750–60 - Begründung: geschichtlich, städtebaulich, Kulturlandschaft prägend - Schutzumfang: Haus Segeberg, Landratspark mit Einfriedung, Remise | BW   |
| 51518          | Hamburger Straße 58 (53° 56′ 13″ N, 10° 18′ 4″ O)                       | Rantzau-Kapelle         | Rantzau-Kapelle; 1770; an der Hamburger Straße stadtauswärts gelegenes Ensemble aus Rantzau-Kapelle von 1770, Kapellenhügel von 1770, Rantzau-Stein Nr. 5, bez. 1595, und Rantzau-Stein Nr. VI - Begründung: geschichtlich, städtebaulich, Kulturlandschaft prägend - Schutzumfang: Rantzau-Kapelle, Kapellenhügel mit Rantzau-Stein Nr. 5, RantzauStein Nr. VI | BW   |
| 40079 Wikidata | Kirchplatz 7, Kirchplatz, Kirchstraße 23 (53° 56′ 13″ N, 10° 18′ 40″ O) | Kirche St. Marien       | Kirche St. Marien; nach 1156 bis 20. Jh.; westlich außerhalb des historischen Stadtkerns gelegenes Ensemble aus der ev. Kirche St. Marien, dem Pastorat Kirchplatz 7, dem ehem. Kantorhaus Kirchstraße 23, der Propstei Segeberg Kirchplatz 1, dem Kirchhof, der Kirchhofsallee, dem Lindenkranz um die Friedhofserweiterung, den Grabmalen bis 1870, und der Einfriedung Kirchplatz 7, 7a - Begründung: geschichtlich, künstlerisch, städtebaulich, Kulturlandschaft prägend - Schutzumfang: Kirche St. Marien mit Ausstattung, Kirchhof mit Grabmalen bis 1870, Kirchhofsallee, Lindenkranz um Kirchhofserweiterung (Kirchplatz); Propstei Segeberg (Kirchplatz 1), Pastorat mit Einfriedung (Kirchplatz 7, 7-7a), ehem. Kantorhaus (Kirchstraße 23) | BW   |
| 19674 Wikidata | Kurhausstraße 36, 38 (53° 56′ 22″ N, 10° 18′ 23″ O)                     | Wollspinnerei Blunck    | Sachgesamtheit: Wollspinnerei Blunck; ab 1852; Ensemble bestehend aus zwei Vorderhäusern und zwei rückwärtigen Fabrikationsgebäuden, dem historischen Maschinenpark sowie dem Kesselhaus - Begründung: geschichtlich, wissenschaftlich, städtebaulich, technisch - Schutzumfang: Wohn- und Geschäftshäuser (Kurhausstraße 36, 38); Maschinenpark der Wollspinnerei, Wollspinnerei „Mittelhaus“, Wollspinnerei „Hinterhaus“, Kesselhaus (Kurhausstraße 38) | BW   |
| 42827 Wikidata | Schillerstraße 17 (53° 56′ 41″ N, 10° 18′ 9″ O)                         | Heinrich-Rantzau-Schule | Heinrich-Rantzau-Schule; 1952-1960, Architekt Dipl.-Ing. Wilhelm Otto; in landschaftlich gestaltete Grünanlage eingebetteter, mehrgliedriger Schulbau aus Klassentrakten, Verwaltungsflügel, Turnhalle und Hausmeisterwohnung, ein- und zweigeschossige Rotsteinbauten mit gemäßigten Satteldächern, gliedernde Betonrasterelemente - Begründung: geschichtlich, künstlerisch, städtebaulich - Schutzumfang: Heinrich-Rantzau-Schule, Turn- und Gymnastikhalle, Hausmeisterwohnung, Außenanlagen | BW   |

## Mehrheit von baulichen Anlagen
| Objekt-ID | Lage                                                                      | Offizielle Bezeichnung                       | Beschreibung | Bild |
| --------- | ------------------------------------------------------------------------- | -------------------------------------------- | --- | ---- |
| 42491     | Lübecker Straße 37, 39 (53° 56′ 12″ N, 10° 18′ 58″ O)                     | Wohnhäuser mit Gewerbe Lübecker Straße 37-39 | Wohnhäuser mit Gewerbe Lübecker Straße 37-39; Anfang 19. Jh.- 1928; im Verlauf der Lübecker Straße gelegenes Ensemble aus dem Wohnhaus mit Gewerbe Lübecker Straße 37 und dem Wohnhaus mit Gewerbe Lübecker Straße 39 - Begründung: geschichtlich, städtebaulich - Schutzumfang: Wohnhäuser mit Gewerbe Lübecker Straße 37, 39                                                                              | BW   |
| 42490     | Lübecker Straße 62, 64, 64a, 66, 68, 70, 72 (53° 56′ 12″ N, 10° 19′ 8″ O) | Wohnhäuser Lübecker Straße 62-72             | Wohnhäuser Lübecker Straße 62-72; 18. Jh.; im Verlauf der Lübecker Straße gelegenes Ensemble aus den Wohnhäusern Lübecker Straße 62, 64 (Wohn- und Wirtschaftsgebäude), 64a (Scheune), 66, 68, 70 und 72 - Begründung: geschichtlich, städtebaulich - Schutzumfang: Wohnhäuser (Lübecker Straße 62, 66, 68, 70, 72), Wohn- und Wirtschaftsgebäude (Lübecker Straße 64), ehem. Scheune (Lübecker Straße 64a) | BW   |

## Gründenkmale
| Objekt-ID      | Lage                                               | Offizielle Bezeichnung | Beschreibung | Bild                             |
| -------------- | -------------------------------------------------- | ---------------------- | --- | -------------------------------- |
| 11613          | Hamburger Straße 25 (53° 56′ 15″ N, 10° 18′ 13″ O) | Landratspark           | Park des ehem. Amtshauses; gegründet wohl 1750-1760, verändert im 19. Jh.; mit Einfriedung - Begründung: geschichtlich, städtebaulich, Kulturlandschaft prägend - Schutzumfang: Landratspark, Einfriedung - Denkmaltyp: Gründenkmal, Sachgesamtheit: Haus Segeberg | BW                               |
| 34187          | Hamburger Straße 58 (53° 56′ 13″ N, 10° 18′ 4″ O)  | Kapellenhügel          | Kapellenhügel; 1770; viereckiger Hügel mit Böschungsmauern und Linden; Rantzau-Stein Nr. 5; Rantzau-Stein Nr. VI - Begründung: geschichtlich, städtebaulich - Schutzumfang: Kapellenhügel, Rantzau-Stein Nr. 5, Rantzau-Stein Nr. VI - Denkmaltyp: Gründenkmal, Sachgesamtheit: Rantzau-Kapelle | BW                               |
| 20835 Wikidata | Kirchplatz (53° 56′ 15″ N, 10° 18′ 39″ O)          | Kirchhof               | Kirchhof (Friedhof I); 1834 angelegt, 1860 auf die heutige Ausdehnung erweitert - Begründung: geschichtlich, Kulturlandschaft prägend - Schutzumfang: Kirchhof (Friedhof I), Grabmale bis 1870, Kirchhofsallee, Lindenkranz um Kirchhofserweiterung - Denkmaltyp: Gründenkmal, Sachgesamtheit: Kirche St. Marien                                                                                             | Fotos hochladen                  |
| 541 Wikidata   | Kurhausstraße (53° 56′ 38″ N, 10° 18′ 23″ O)       | Jüdischer Friedhof     | Jüdischer Friedhof; 1793; rechteckiges Feld mit etwa 50 Grabmalen, Gliederung durch alleeartige Baumgruppe; schmiedeeisernes Eingangstor; Stütz- und Begrenzungsmauer; Trockenmauer am Zugangsweg - Begründung: geschichtlich, wissenschaftlich, städtebaulich, Kulturlandschaft prägend - Schutzumfang: Jüdischer Friedhof, Zugangstor, Stütz- und Begrenzungsmauer, Trockenmauer - Denkmaltyp: Gründenkmal | weitere Fotos \| Fotos hochladen |

## Sonstige Denkmale
| Objekt-ID      | Lage                                               | Offizielle Bezeichnung          | Beschreibung | Bild                             |
| -------------- | -------------------------------------------------- | ------------------------------- | --- | -------------------------------- |
| 13368 Wikidata | Kurhausstraße 36–38 (53° 56′ 22″ N, 10° 18′ 23″ O) | Maschinenpark der Wollspinnerei | Maschinenpark Wollspinnerei Blunck; Anfang 20. Jh.; bestehend aus 34 Einzelobjekten sowie den dazugehörigen Transmissionen in den ehemaligen Produktionsgebäuden der Wollspinnerei Blunck - Begründung: geschichtlich, wissenschaftlich, technisch - Schutzumfang: gesamtes Objekt - Denkmaltyp: Sonstiges Denkmal, Sachgesamtheit: Wollspinnerei Blunck | weitere Fotos \| Fotos hochladen |

## Quelle
- Liste der Kulturdenkmale in Schleswig-Holstein – Kreis Segeberg